# Luigi Brugnaro
Luigi Brugnaro (ur. 13 września 1961 w Mirano) – włoski przedsiębiorca i polityk, burmistrz Wenecji (od 2015), prezes partii Coraggio Italia (od 2021).

## Biografia
Luigi Brugnaro urodził się w Mirano 13 września 1961 roku. Jest synem Ferruccia, robotnika, przywódcy związkowego i poety, oraz Marii, nauczycielki w szkole podstawowej. Z wykształcenia jest architektem. Ukończył Università Iuav w Wenecji. Brugnaro jest fundatorem holdingu „Umana”, zrzeszającego dwadzieścia firm działających w branży usługowej, produkcyjnej, budowlanej, sportowej i rolniczej. W 2006 roku przejął klub koszykarski Reyer Venezia Mestre, założony w 1872 roku. W regionie Wenecji klub zrzesza ponad 4500 sportowców. Za działalność na polu propagowania sportu Brugnaro został w 2014 roku uhonorowany nagrodą „Premio Reverberi”. W latach 2009–2013 był prezesem Confindustria Venezia, podejmując na forum publicznym temat przyszłości włoskiego systemu gospodarczego i społecznego. Pierwszy raz został wybrany burmistrzem Wenecji 14 czerwca 2015 roku. Ponownie zaraz w pierwszej turze 21 września 2020 roku. Wraz z Giovannim Totim założył 27 maja 2021 roku partię Coraggio Italia, zostając 14 lipca 2021 jej prezesem.

## Życie prywatne
Jest żonaty. Ma piątkę dzieci: Valentina, Andrea, Piera Maria, Jacopo i Ettore.

## Odznaczenia
- Order Księcia Jarosława Mądrego III klasy (Ukraina, 2023)[3]